# Hüsnüşah Hatun
Hüsnüşah Hatun (turco ottomano : حسنی شاہ خاتون, lett. "bellezza dello Şah", nota anche come Hüsnişah Hatun o Hüsnüşad Hatun; ... – Bursa, circa 1513) è stata una concubina del sultano ottomano Bayezid II.

## Biografia
Hüsnüşah era secondo la tradizione la figlia di Nasuh Bey, discendente di Ibrahim II Bey, che fu principe di Karaman prima della conquista ottomana, e la sorella di Piri Ahmed Bey e Abdülkerim Bey, ma i registri dell'harem la indicano invece come una concubina schiava di origini cristiane.  
Venne inviata nell'harem di Bayezid quando era ancora Şehzade e governatore di Amasya e, divenuta una delle favorite, diede alla luce una figlia, Sultanzade Sultan, e un figlio, Şehzade Şehinşah.  
Interrotta la relazione sessuale con il principe, secondo il principio vigente all'epoca secondo cui una concubina già madre di un maschio non doveva avere altri figli, nel 1481, anno della salita al trono di Bayezid, Hüsnüşah, come da tradizione, lasciò l'harem per seguire il figlio quando gli venne assegnato un incarico come governatore, accompagnandolo prima a Manisa, e poi, nel 1485, a Karaman. 
Negli anni seguenti fece costruire  una moschea (Manisa, 1490) e un caravanserraglio, il Kurşunlu Han, (1497), e commissionò preghiere e donazioni alla memoria dei suoi antenati. 
Nel 1511 suo figlio, Şehzade Şehinşah, venne giustiziato dal padre con l'accusa di sedizione. Sua madre, affranta, difese la sua innocenza davanti a Bayezid, chiedendo che ne fosse restaurato l'onore e il permesso di custeruirgli un mausoleo degno. 
Al momento della salita al trono di Selim I, nel 1512, gli scrisse numerose lettere intercedendo per coloro che avevano fatto parte del personale di suo figlio e che, dopo la sua morte, non avevano ricevuto nuovi incarichi, in particolare Mevlana Pir Ahmed Çelebi, uno studioso. 
Hüsnüşah morì a Bursa nel 1513, dove era stata obbligata a recarsi dopo morte del figlio, e fu sepolta con lui nel Complesso Muradiye.

## Discendenza
Da Bayezid II, Hüsnüşah Hatun ebbe una figlia e un figlio:
- Sultanzade Sultan (Amasya, prima del 1470 - ?). Probabilmente morta infante.
- Şehzade Şehinşah (Amasya, 1470 - Karaman, 2 luglio 1511, sepolto nel mausoleo del suo fratellastro Ahmed). Aveva una concubina nota, Mükrime Hatun (sepolta nel suo mausoleo all'interno del Complesso Muradiye di Bursa), e quattro figli: 
  - Şehzade Mehmed Şah (giustiziato il 16 dicembre 1512 per ordine di Selim I e sepolto con suo padre) - con Mükrime Hatun. Era sposato con sua cugina Şahnisa Sultan, figlia di Şehzade Abdüllah.
  - Şehzade Alaeddin (giustiziato il 16 dicembre 1512 per ordine di Selim I)
  - Şehzade Mahmud
  - Şehzade Mustafa